# Caligula (film)
Caligula är en amerikansk film från 1979, i regi av Bob Guccione, Tinto Brass och Giancarlo Lui.

## Handling
Den skandalomsusade filmen följer den romerske kejsaren Caligulas (spelad av Malcolm McDowell) uppgång och fall. Man får se hur Caligula utser sig själv till Gud, hans passion till sin egen syster och hur han tvingar senatorernas fruar och döttrar att prostituera sig. Alla som vågar ifrågasätta Caligula får grymma straff.

## Rollista i urval
- Malcolm McDowell – Kejsare Gaius Germanicus Caesar (Caligula)
- Teresa Ann Savoy – Julia Drusilla
- Helen Mirren – Caesonia
- Peter O'Toole – Kejsare Tiberius
- John Gielgud – Nerva
- John Steiner – Longinus
- Guido Mannari – Macro
- Paolo Bonacelli – Chaerea
- Pino Ammendola – romersk soldat

## Produktionen
Manusförfattaren Gore Vidal krävde att hans namn skulle tas bort från för- eller eftertexterna, eftersom han tyckte att regissören Tinto Brass och huvudrollsinnehavaren Malcolm McDowell missuppfattat och skrivit om hans manus. Tinto Brass och flera av skådespelarna blev ursinniga på filmproducenten och Penthouse-redaktören Bob Guccione, eftersom han redigerade om filmen och i efterhand satte in pornografiska scener med sina nakenmodeller.
Filmen finns i en mängd olika versioner. Ursprungligen producerades den för 156 minuter, medan den kortaste versionen är på 83 minuter.
Filmen hade svensk premiär den 3 april 1981 på Rigoletto i Stockholm, med fyra minuter våld bortklippt. Den var då tillåten från 15 år.